# Mars 1771
Cette page présente les faits marquants du mois de mars 1771.

## Événements
- Mars[1] : règne personnel de Léopold de Toscane, après le départ du comte Orsini-Rosenberg (de) à Vienne. Il supprime les corporations (1779), crée une chambre de commerce, d’art et de manufactures. Il abolit l’annone et les biens communaux et les pâtures sont divisées et mise en culture. Il réforme l’administration municipale, la police, la santé, supprime l’armée pour la remplacer par une milice bourgeoise[2].